# Physalis cordata
Physalis cordata ist eine Pflanzenart aus der Gattung der Blasenkirschen (Physalis) in der Familie der Nachtschattengewächse (Solanaceae). Ihr Verbreitungsgebiet erstreckt sich von den USA über Mittelamerika bis nach Zentralmexiko, wobei sie auch auf zahlreichen Insel zu finden ist.

## Beschreibung
Physalis cordata sind aufrechte oder kriechende, kurzlebige, krautige Pflanzen, die bis zu 80 cm hoch werden können. Die Sprossachsen sind unbehaart, manchmal sind nur einige feine, aufwärts gebogene Trichome vorhanden. Die Blätter werden bis zu 8 cm lang, sind breit eiförmig oder elliptisch, die Spitze ist zugespitzt, die Basis gerundet oder abgeschnitten, die Blattränder sind leicht gezähnt. Die Blätter sind bis auf eine feine Behaarung entlang der Blattvenen unbehaart. Die Blattstiele sind schlank, 3 bis 9 cm lang und meist kürzer als die Blattspreite. Ein kleinerer Blatttyp ist ebenfalls vorhanden.
Die Blütenstiele sind schlank, fein behaart und in der Blühphase etwa so lang wie der Kelch. Dieser ist 3 bis 6 mm lang, am Ende der Kelchröhre besitzt er einen Durchmesser von etwa 2 bis 3 mm. Gelegentlich ist das obere Ende der Kelchröhre etwas zusammengezogen. Bis auf die Kanten ist der Kelch unbehaart, die Kelchzipfel sind eng dreieckig, etwas länger als die Kronröhre, werden aber nach der Blühphase schnell zwei- bis dreimal so lang wie die Kelchröhre. Die Krone besitzt in der Mitte ein auffälliges, dunkel gefärbtes „Auge“, sie ist 5 bis 10 mm lang. Die Staubfäden sind behaart, die Staubbeutel sind bläulich und 1,8 bis 3 mm lang.
Die Früchte stehen an schlanken Stielen, die nicht länger als der sich vergrößernde Kelch sind. Dieser Kelch ist fünfkantig, 25 bis 30 (selten bis 45) mm lang und unbehaart. Die Beere ist kugelförmig und hat einen Durchmesser von etwa 7 bis 15 mm.

## Ähnliche Arten
Oftmals wird die Art mit der ihr ähnlich sehenden Art Physalis angulata verwechselt, jedoch unterscheiden sie sich vor allem durch den zehnkantigen Kelch von P. angulata. Dieses Merkmal ist jedoch gerade bei getrockneten Herbarexemplaren nicht mehr eindeutig zu erkennen. Deutliche Unterschiede bestehen des Weiteren im Längenverhältnis der Kelchzipfel, am deutlichsten sind die Unterschiede zu sehen, wenn die Fruchtbildung begonnen und die Kelchlänge 11 mm noch nicht überschritten hat.

## Vorkommen und Standorte

### Verbreitungsgebiete
Das ursprüngliche Verbreitungsgebiet der Pflanze umfasst folgende Länder:
- zahlreiche Bundesstaaten der USA
- die amerikanischen Jungferninseln
- Nicaragua
- Mexiko
- Guatemala
- Honduras
- Costa Rica
- Puerto Rico
- Haiti
- Dominikanische Republik
- Bahamas
- die Turks- und Caicosinseln
- Zentralamerika
- Jamaika
- die Kleinen Antillen
- Ecuador (einschließlich Galapagosinseln)
- Panama
- Venezuela
- Brasilien

Als gebietsfremde Spezies wurde Physalis cordata darüber hinaus nach China und Madagaskar sowie auf den Revillagigedo-Inseln eingeschleppt.

### Habitat
Physalis cordata findet sich meist an feuchten, halbschattigen Standorten, die gelegentlich auch austrocknen können. Die meisten Funde stammen aus dem Flachland, jedoch wurden auch in mittleren und hohen Höhenlagen Exemplare der Art gefunden.